# Rhyssoleptoneta
Genre
Rhyssoleptoneta est un genre d'araignées aranéomorphes de la famille des Leptonetidae.

## Distribution
Les espèces de ce genre sont endémiques de Chine.

## Liste des espèces
Selon World Spider Catalog (version 25.5, 09/12/2024) :
- Rhyssoleptoneta aosen Zhu & Li, 2021
- Rhyssoleptoneta latitarsa Tong & Li, 2007
- Rhyssoleptoneta lishan Tong, 2024

## Systématique et taxinomie
Ce genre a été décrit par Tong et Li en 2007 dans les Leptonetidae.

## Publication originale
- Tong & Li, 2007 : « Description of Rhyssoleptoneta latitarsa gen. nov. et sp. nov. (Araneae, Leptonetidae) from Hebei Province, China. » Acta Zootaxonomica Sinica, vol. 32, no 1, p. 35-37 (texte intégral).